# Pontus Hammarén
Pontus Fredrik Hammarén, född 22 juni 1965, är en svensk museiman och gallerist. Han är son till Carl-Erik Hammarén. 
Hammarén har avlagt filosofie kandidatexamen med konstvetenskap som huvudämne. Han har varit intendent vid Skövde konsthall 1998–2002, verksamhetsledare för Alingsås konsthall och museum 2007–2010 och chef för Borås konstmuseum 2011–2017. Under 2005–2006 medverkade Hammarén som konstrecensent i Göteborgs-Posten. Sedan 2018 driver han Galleri Hammarén i Göteborg.